# St Albans
St Albans (/ˈɔːlbənz/) là một thành phố ở Hertfordshire, Anh, và các khu vực đô thị lớn trong thành phố và quận St Albans. Nó nằm về phía đông của Hemel Hempstead và phía tây của Hatfield, khoảng 20 dặm (32 km)   về phía bắc-tây bắc của trung tâm London, 8 dặm (13 km)   về phía tây nam Welwyn Garden City và 11 dặm (18 km)   về phía nam-đông nam của Luton. St Albans là thị trấn lớn đầu tiên trên con đường La Mã cổ đại của phố Watling dành cho du khách đi về phía bắc, và nó trở thành thành phố Verulamium của Đế quốc La Mã. Đây là một thị trấn lịch sử và hiện là một thị trấn ký túc xá trong vành đai thủ đô Luân Đôn và Khu đô thị Đại London.

## Tên
St Albans lấy tên từ vị thánh Kitô giáo đầu tiên của Anh, Alban. Phiên bản công phu nhất trong câu chuyện của ông, Lịch sử Giáo hội của người Anh của Bede, kể rằng ông sống ở Verulamium, vào khoảng thế kỷ thứ 3 hoặc thứ 4, khi các Kitô hữu đang bị đàn áp. Alban đã gặp một linh mục Kitô giáo chạy trốn khỏi những kẻ bắt bớ và che chở Alban trong nhà, nơi Alban trở nên rất ấn tượng với lòng đạo đức của linh mục mà ông đã chuyển đổi sang Cơ đốc giáo. Khi nhà chức trách tìm kiếm nhà của Alban, ông mặc áo choàng của linh mục và trình diện thay cho vị khách. Do đó, ông bị kết án phải chịu đựng những hình phạt sẽ gây ra cho linh mục, trừ khi ông từ bỏ Kitô giáo. Alban từ chối và bị bắt để xử tử. Trong những truyền thuyết sau đó, đầu ông lăn xuống dốc sau khi hành quyết và một cái giếng mọc lên nơi nó dừng lại.